# Romlund Kirke
Romlund Kirke er en lille sognekirke beliggende i landsbyen Romlund ca. 10 km vestnordvest for Viborg. Romlund Sogn har ca. 275 indbyggere og indgår i Vorde-Fiskbæk-Romlund Pastorat.

## Kirkens ydre
Kirkens alder og bygningshistorie er noget uklar. Den består af kor og skib bygget af grove kampesten, men med hjørner af tegl. Murene står dels på tilhugne granitkvadre og dels på utilhugne kampesten. Enkelte gotiske stiltræk gør, at man sætter byggeperioden til omkring 1300. Muligvis har koret været den oprindelige kirke, som senere er udvidet med skibet. Våbenhuset på kirkens sydside er fra 1958, hvor det erstattede et ældre våbenhus. Kirkeklokken er ophængt på korets østgavl.Den tilmurede norddøråbning er svagt spidsbuet, mens syddøråbningen er rundbuet. Mod syd har skib og kor hver et vindue, den øverste del af den gamle norddøråbning er omdannet til et vindue og desuden har skibet et lille vindue i vestgavlen. Kirken har overalt tegltag.

## Kirkens indre
Kirkerummet har bjælkeloft, skibet er bredt og kort, korbuen mellem skib og kor er af nyere dato. Alteret består af et alterbord samt et kors ophængt på østvæggen. Alterkorset og alterbordets forside er keramikarbejder lavet af Viborg-kunstneren Gudrun Meedom Bæch. Korset er fra 1968 og består af 6 keramikfelter, hvori der er fremstillet scener fra Jesu liv. Alterbordets forside, som er lavet i 1988, består ligeledes af 6 keramikfelter med scener fra skabelsesberetningen.
Prædikestolen og den tilhørende lydhimmel har oprindelig haft sin plads bag ved alterbordet ophængt på korets østvæg, men er i slutningen af 1800-tallet blevet flyttet til den mere normale placering i skibet. Prædikestolen har præg af renæssancestil, men menes at være fra 1685. Den har billeder af de fire evangelister. Lydhimmelen, som er fra 1702, er fremstillet af den lokale billedskærer, Christen Jacobsen Billedsnider, som har sat sig selv et minde i form af et krucifiks, som hænger på skibets nordvæg. Her findes også et epitafium – formentlig lavet af Christen Jacobsen – over en ejer af den nærliggende Boller Hovedgård.
Døbefonten er en romansk granitfont uden udsmykninger. Granitfoden er ny.
Et kirkeskib, fuldriggeren Kathrine, er fra 1946.
Orglet, som har 4 stemmer, er fra 1959 og fremstillet af Jydsk Orgelbyggeri i Aarhus.

## Galleri
- Romlund Kirke set fra nordøst
- Romlund Kirkes indre
- Kor og alter i Romlund Kirke

- Prædikestolen i Romlund Kirke
- Døbefonten i Romlund Kirke
- Christen Billedsniders krucifiks